# Fedora
Fedora je operacijski sistem osnovan na sistemu Linux, ki ponazarja zadnje novosti proste in odprtokodne programske opreme. Fedora je vedno prosta, da jo lahko vsakdo uporablja, spreminja in razširja. Gradijo jo ljudje po celem svetu, ki delujejo kot skupnost: Projekt Fedora (The Fedora Project). Projekt Fedora je odprt in vsakdo se mu lahko pridruži. Prav tako je projekt vodilo, ki vodi napredek proste in odprtokodne programske opreme in njene vsebine.
Fedora izhaja dvakrat na leto. Je popolnoma brezplačen in člani projekta so zavezani, da to ohranjajo naprej. Je najboljša kombinacija čvrste in najnovejše programske opreme, ki je prosto dostopna.
Miselnost se glasi delati pravo stvar. Članom to pomeni, da razširjajo prosto in odprto programsko opremo ter njeno vsebino, brezplačno, uporabno brez omejitev, ki se jo lahko spreminja, ponovno razširja in ni obremenjena s programskimi patenti.

## Osnovni principi
Obstajata dva temeljna principa, ki služita kot vodilo pri Fedori.
- Fedora je v teku hitrega napredka proste in odprtokodne programske opreme ter njene vsebine.
- Fedora verjame v trditev „enkrat prosto, za vedno prosto“.

## Cilji Fedore
- Ustvariti popoln splošno uporaben operacijski sistem, grajen za skupnost in od skupnosti – za tiste, ki ne samo uporabljajo, ampak tudi ustvarjajo za dobrobit drugih članov skupnosti.
- Graditi operacijski sistem izključno iz proste in odprtokodne programske opreme.
- Čim več razvoja opraviti neposredno na izvornih paketih. V splošnem je pri posodabljanju zaželen prehod na novo različico, kot vnašanje popravkov starejšim različicam.
- Priskrbeti čvrsto razvijalsko platformo za gradnjo programske opreme ter čvrst, splošno integriran niz programske opreme, ki uravnoteži potrebe tako za uporabnike, ki delajo z namizjem, kot tiste, ki delajo s strežniki.
- Biti v špici proste in odprtokodne tehnologije s privzemanjem in nudenjem pomoči pri razvoju novih značilnosti in nadgradenj.
- Poudariti uporabnost in filozofijo „preprosto deluje“ pri privzetih konfiguracijah in oblikovanju značilnosti.
- Pospeševati hitri privzem novih izdaj z omogočanjem preprostih nadgradenj z minimalnimi motnjami pri spremembah nastavitev.
- Vključevati širok nabor paketov, ki zadostijo različnim potrebam uporabnikov. Ta nabor paketov je omejen na pakete, ki jih lahko Fedora legalno pridobi in ustreza Fedorinim smernicam ustvarjanja paketov.
- Vzpostaviti in izpolnjevati tehnične standarde za pakete z zagotavljanjem kvalitete in doslednosti operacijskega sistema.
- Proizvesti čvrste izdaje približno vsakih šest mesecev z uporabo modela za izdajanje, ki uravnoteži razmerje med novimi značilnostmi in časovnim okvirom izdajanja ter dopušča skupini za razvoj fleksibilnost, ki jo potrebuje, da zagotovi kvalitetno kodo ter da se izdaja ne odmika v nedogled.
- Oskrbeti posodobitve izdajam do konca njihovega življenjskega obdobja.
- Promovirati globalno perspektivo s podporo čim več jezikom in geografskim lokalizacijam.
- Zagotoviti, da bodo izdaje vedno na voljo za prosto prenašanje v binarni obliki, izvorni obliki in kot slike za prenašanje.

## Značilnosti

### Napovedljiv urnik izhajanja
Fedora ima napovedljiv in dosleden časovno-osnovan urnik izhajanja. Nova izdaja, ki izide vsakih šest mesecev, vodi prirasle izboljšave k uporabnikom z zelo hitrim tempom. S časovno osnovanim urnikom izhajanja je sama izdaja bolj pomembna kot katerakoli druga lastnost. To vodi k visoki stopnji napredka v prostih in odprtokodnih programskih projektih s pomočjo pozitivnih povratnih informacij. 

### Preprosto lepa
Fedora ni poznana samo za njen poudarek na funkcionalnosti, ampak tudi po lepoti in privlačnosti. Vsaka izdaja ima svež, nov izgled, ki ga ustvarijo talentirani umetniki iz skupnosti. Prosta in lepa programska oprema za vsakogar! 

### Izredno varna
Fedora je sinonim za varnost in vodilna sila pri mnogih najnovejših varnostnih iniciativah v Linuxu. Poleg osnovnih elementov varnosti, kot je požarni zid, je privzeto omogočenih veliko unikatnih varnostnih poudarkov, med drugim SELinux in Exec-shield. 

### Vodilo proste programske opreme
Razvijalci Fedore aktivno prispevajo k neštetim prostim in odprtokodnim projektom programske opreme. To vključuje vpeljevanje in vzdrževanje ključnih elementov, ki sestavljajo komponente Linuxa in proste programske opreme. Med te elemente spadajo Linux jedro, glibc, GNOME in veliko drugih sistemskih knjižnic in administratorskih ogrodij. Red Hat, sponzor Projekta Fedora, ne prispeva samo z vlaganjem milijonov dolarjev v razvoj proste programske opreme, ampak tudi v kupovanje predhodno lastniških produktov, ki jih nato poklanja prosti programski opremi in celotni odprtokodni skupnosti.

### Dostopna tehnologija
Lokalizacija, internacionalizacija in dostopnost približajo prosto programsko opremo velikemu številu uporabnikom in Fedora ima skupnost razvijalcev, prevajalcev, piscev vsebin, umetnikov in strokovnjakov za uporabnost, ki vodijo razvoj.

### Skupne koristi
Fedora si po najboljših močeh prizadeva slediti razvoju različnim projektom proste programske opreme, katere tudi sama vsebuje. Lastne zakrpe dodaja samo tam, kjer se razvijalcem zdijo nujno potrebne. Primarni cilj je deliti koristi skupne osnovne kode končnim uporabnikom in razvijalcem, medtem pa istočasno zmanjševati nepotrebne napore vzdrževanja. Na ta način imajo lahko vsi prosti in odprtokodni projekti ter Linux distribucije koristi od teh dosežkov.

### Fedora spins
Projekt Fedora prinaša več različnih variant Fedore, imenovanih Fedora spins. Skupaj s prostimi in odprtokodnimi ustvarjalnimi orodji uporabniku nudijo možnost ustvariti sebi prilagojeno različico Fedore. 

## Različice
Trenutna različica operacijskega sistema je Fedora 16 ("Verne"). Izdana je bila 8. Novembra, 2011.
| Barva  | Pomen                      |
| ------ | -------------------------- |
| Rdeča  | Različica ni več podprta   |
| Zelena | Različica še vedno podprta |
| Modra  | Bodoče različice           |

| Ime projekta | Različica | Ime               | Datum izida | Datum konca podpore | Različica jedra | Različica GNOME okolja |
| ------------ | --------- | ----------------- | ----------- | ------------------- | --------------- | ---------------------- |
| Fedora Core  | 1         | Yarrow            | 2003-11-06  | 2004-09-20          | 2.4.22          | 2.4                    |
| Fedora Core  | 2         | Tettnang          | 2004-05-18  | 2005-04-11          | 2.6.5           | 2.6                    |
| Fedora Core  | 3         | Heidelberg        | 2004-11-08  | 2006-01-16          | 2.6.9           | 2.8                    |
| Fedora Core  | 4         | Stentz            | 2005-06-13  | 2006-08-07          | 2.6.11          | 2.10                   |
| Fedora Core  | 5         | Bordeaux          | 2006-03-20  | 2007-07-02          | 2.6.15          | 2.14                   |
| Fedora Core  | 6         | Zod               | 2006-10-24  | 2007-12-07          | 2.6.18          | 2.16                   |
| Fedora       | 7         | Moonshine         | 2007-05-31  | 2008-06-13          | 2.6.21          | 2.18                   |
| Fedora       | 8         | Werewolf          | 2007-11-08  | 2009-01-07          | 2.6.23          | 2.20                   |
| Fedora       | 9         | Sulphur           | 2008-05-13  | 2009-07-10          | 2.6.25          | 2.22                   |
| Fedora       | 10        | Cambridge         | 2008-11-25  | 2009-12-18          | 2.6.27          | 2.24                   |
| Fedora       | 11        | Leonidas          | 2009-06-09  | 2010-06-25          | 2.6.29          | 2.26                   |
| Fedora       | 12        | Constantine       | 2009-11-17  | 2010-12-02          | 2.6.31          | 2.28                   |
| Fedora       | 13        | Goddard           | 2010-05-25  | 2011-06-24          | 2.6.33          | 2.30                   |
| Fedora       | 14        | Laughlin          | 2010-11-02  | 2011-12-08          | 2.6.35          | 2.32                   |
| Fedora       | 15        | Lovelock          | 2011-05-24  | 2012-06-26          | 2.6.38          | 3.0                    |
| Fedora       | 16        | Verne             | 2011-11-08  | 2013-02-12          | 3.1             | 3.2                    |
| Fedora       | 17        | Beefy Miracle     | 2012-05-29  | 2013-07-30          | 3.3             | 3.4                    |
| Fedora       | 18        | Spherical Cow     | 2013-01-15  | 2014-01-14          | 3.6             | 3.6                    |
| Fedora       | 19        | Schrödinger's Cat | 2013-07-02  | 2015-01-06          | 3.9             | 3.8                    |
| Fedora       | 20        | Heisenbug         | 2013-12-17  | 2015-06-23          | 3.11            | 3.10                   |
| Fedora       | 21        |                   | 2014-12-09  | 2015-12-01          | 3.17            | 3.14                   |
| Fedora       | 22        |                   | 2015-05-26  | 2016-07-19          | 4.0             | 3.16                   |
| Fedora       | 23        |                   | 2015-11-03  | 2016-12-20          | 4.2             | 3.18                   |
| Fedora       | 24        |                   | 2016-06-21  | 2017-08-08          | 4.5             | 3.20                   |
| Fedora       | 25        |                   | 2016-11-22  | 2017-12-12          | 4.8             | 3.22                   |
| Fedora       | 26        |                   | 2017-07-11  | 2018-05-29          | 4.11            | 3.24                   |
| Fedora       | 27        |                   | 2017-11-14  | 2018-11-30          | 4.13            | 3.26                   |
| Fedora       | 28        |                   | 2018-05-01  | 2019-05-28          | 4.16            | 3.28                   |
| Fedora       | 29        |                   | 2018-10-30  | 2019-11-26          | 4.18            | 3.30                   |
| Fedora       | 30        |                   | 2019-05-07  | 2020-05-26          | 5.0             | 3.32                   |
| Fedora       | 31        |                   | 2019-10-29  | 2020-11-24          | 5.3             | 3.34                   |
| Fedora       | 32        |                   | 2020-04-28  | 2021-05-25          | 5.6             | 3.36                   |
| Fedora       | 33        |                   | 2020-10-27  | 2021-11-30          | 5.8             | 3.38                   |
| Fedora       | 34        |                   | 2021-04-27  | 2022-06-07          | 5.11            | 40                     |
| Fedora       | 35        |                   | 2021-11-02  | 2022-12-13          | 5.14            | 41                     |
| Fedora       | 36        |                   | 2022-05-10  | 2023-05-16          | 5.17            | 42                     |
| Fedora       | 37        |                   | 2022-11-15  | 2023-11-14          | 6.0             | 43                     |
| Fedora       | 38        |                   | 2023-04-18  | 2024-05-14          | 6.2             | 44                     |
| Fedora       | 39        |                   | 2023-10-17  | 2024-11-12          | ?               | ?                      |
| Fedora       | 40        |                   | 2024-04-16  | 2025-05-13          | ?               | ?                      |